# Littleton, Massachusetts
Littleton är en kommun (town) i Middlesex County i delstaten Massachusetts, USA med 10 141 invånare (2020).

## Kända personer från Littleton
- Harrison Reed, politiker